# حضفر (القفر)

تعديل مصدري - تعديل

حضفر محلة تابعة لقرية السوفعي، التابعة لعزلة بني مسلم بمديرية القفر إحدى مديريات محافظة إب في الجمهورية اليمنية، بلغ تعداد سكانها 21 حسب تعداد اليمن لعام 2004.